# Jonathan dos Santos (calciatore 1992)
Jonathan David dos Santos Duré (Salto, 18 aprile 1992) è un calciatore uruguaiano, attaccante dell'Artigas.

## Carriera
Ha giocato nella prima divisione dei campionati uruguaiano, peruviano, messicano, ecuadoriano e cileno.